# Gene Deitch
Eugene Merril Deitch (conosciuto con il nome di Gene Deitch; Chicago, 6 agosto 1924 – Praga, 16 aprile 2020) è stato un illustratore, animatore e disegnatore ceco di origini statunitensi.

## Biografia
Deitch è nato a Chicago l'8 agosto 1924, figlio del commesso Joseph Deitch e Ruth Delson Deitch. Nel 1929, la famiglia si trasferì in California e Deitch frequentò la scuola di Hollywood. Si è diplomato alla Los Angeles High School nel 1942. Deitch era conosciuto per aver creato serie animate come Munro, Tom Terrific e Nudnik e per il suo lavoro con Braccio di Ferro e la serie di Tom & Jerry. Dopo la laurea, Deitch iniziò a lavorare per la North American Aviation disegnando cianografie di aerei. Deitch incontrò la sua prima moglie, Marie, quando entrambi lavorarono alla North American Aviation, e i due si sposarono nel 1943. I loro tre figli, Kim, Simon e Seth Deitch, sono artisti e scrittori per la commedia underground. Sempre nel 1943 iniziò il corso di pilota prima di ammalarsi di polmonite ed essere congedato con onore nel maggio dell'anno seguente.

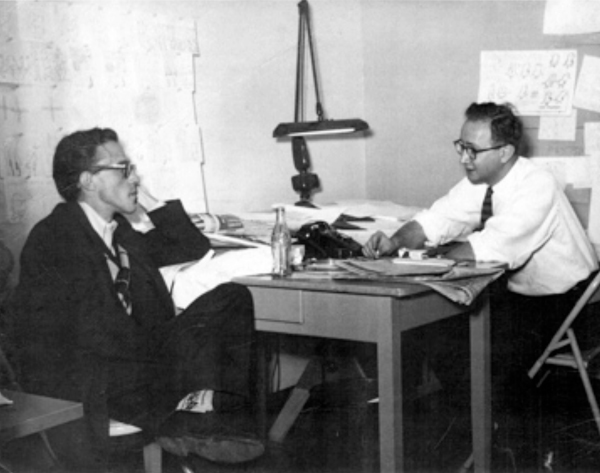
Eli Bauer e Gene Deitch

Dal 1945 al 1951, Deitch contribuì all'arte delle covers e dell'interior design per la rivista jazz The Record Chager. Lavorò anche per il Terrytoons. Negli anni '50 Deitch fu supporter e ingegnere del suono per Connie Converse, una delle prime cantautrici americane. Diversi giorni dopo essere arrivato a Praga nell'ottobre del 1959, Deitch incontrò Zdenka Najmanová, direttore di produzione dello studio Bratři v triku, dove lavorava. Si sposarono nel 1964. Il libro di memorie di Deitch, For the Love of Prague, si basa sulla sua esperienza di essere quello che ha definito "l'unico libero americano che vive e lavora a Praga durante i 30 anni della dittatura del Partito Comunista". Secondo Deitch, sebbene sia stato seguito dalla StB e il suo telefono sia stato toccato, non è mai stato a conoscenza della loro presenza e non è mai stato interrogato né arrestato.
Deitch è morto a Praga il 16 aprile 2020, all'età di 95 anni. Poco prima della sua morte, Deitch aveva alcuni problemi intestinali.

## Filmografia
- Tom Terrific (1957-1958)
- Munro (1960)
- Il castello misterioso (1961)
- Battuta di pesca (1961)
- Tom e Jerry in Grecia (1961)
- Bistecche a cena (1962)
- Un topo nello spazio (1962)
- Via airmails (1962)
- Calypso Cat (1962)
- Una balena parente di Moby Dick (1962)
- Completo per cartoni (1962)
- Nella trappola (1962)
- Triste safari (1962)
- Amici per la pelle (1962)
- Tom e Jerry all'opera (1962)
- Nudnik (1965-1967)
- Johnny Bravo (2006-2009)